# Mînivka, Mahdalînivka
Mînivka (în ucraineană Минівка) este un sat în comuna Zaplavka din raionul Mahdalînivka, regiunea Dnipropetrovsk, Ucraina.

## Demografie
Componența lingvistică a localității Mînivka
     Ucraineană (96,07%)
     Rusă (2,84%)
     Alte limbi (0,66%)
Conform recensământului din 2001, majoritatea populației localității Mînivka era vorbitoare de ucraineană (96,07%), existând în minoritate și vorbitori de rusă (2,84%).